# Франки, Артемио
Артемио Франки (итал. Artemio Franchi, 8 января 1922— 12 августа 1983) — итальянский футбольный функционер.

## Биография
Артемио Франки родился во Флоренции в январе 1922 года, в 1943—1944 гг. воевал в итальянской армии, после войны работал исполнительным директором в фирме Angelo Bruzzi. С 1960-х гг стал работать спортивным менеджером «Фиорентины».
В 1967—1976 и 1978—1980 годах Франки был президентом Федерации футбола Италии, в 1972—1983 годах возглавлял УЕФА, в 1974—1983 годах состоял членом Исполнительного комитета ФИФА.
12 августа 1983 года Франки погиб в автомобильной катастрофе близ Сиены. В его честь названы стадионы во Флоренции и Сиене; также проводился Кубок Артемио Франки.